# Хашури
Хашу́ри (груз. ხაშური) — город в центральной Грузии, центр Хашурского муниципалитета края Шида-Картли. Население — 26 135 (перепись 2014 года).
Узел железных (линии на Тбилиси, Самтредиа, Вале) и автомобильных дорог.

## История
Населённый пункт Хашури существовал издревле, однако как город впервые упоминается в XVII в. Более позднее развитие города связывается со строительством железной дороги Тбилиси — Поти. С 1872 по 1917 годы населённый пункт носил название Михайлово, затем получил название Хашури, в 1931-34 годах был переименован в Сталиниси, затем снова получил нынешнее наименование. Статус города — с 1921 года.
В марте 1921 года, во время советизации Грузии, около Хашури (Михайлово) шли ожесточенные бои. 4 марта авангард Красной Армии (3-4 тысячи человек) подошел к Михайлово, а 5 марта предпринял штурм позиций грузинской армии. Атака была отбита, а к вечеру защитники Михайлово провели контратаку при поддержке 3 бронепоездов. Они сумели отбросить три пехотные бригады и кавалерийский полк. Этот разгром едва не заставил советское командование в Тбилиси пойти на мирные переговоры. Однако в ночь на 6 марта генерал Кониашвили по необъяснимой причине оставил позиции и отступил на запад. Главнокомандующий Квинитадзе был вынужден начать отступление. 6 марта усиленная группировка Красной Армии захватила Михайлово, а затем и Сурамский тоннель. Таким образом, грузинской армии не удалось задержать наступление Красной Армии на линии Сурамского хребта.
После 1940-х годов, город активно развивался как промышленный городок.

## Известные жители
- Георгий Иванович Кикнадзе (1902—1963) — грузинский советский экономист, партийный и государственный деятель. Ректор Тбилисского государственного университета. Нарком образования Грузинской ССР (1938—1944). Нарком/министр иностранных дел Грузинской ССР (1944—1952).
- Гвенетадзе, Нино ― грузинский юрист, председатель Верховного суда Грузии с 20 марта 2015 года до своей отставки 2 августа 2018 года, первая женщина, когда-либо назначенная на этот пост в истории страны[4].

## Экономика
Предприятия железнодорожного транспорта. Текстильно-галантерейная фабрика, стеклотарный, механический, консервный заводы, мясо-молочный комбинат. В 1956 году действовало 4 санатория.

## Культура
Краеведческий музей, рабочий драматический театр.
В селе Сурами открыт основанный в 1956 году музей Леси Украинки.
В селе Квишхури в 1990 году открыт дом-музей Дмитрия Кипиани.

## Достопримечательности
В 2000 году в городе был восстановлен один из немногих на тот момент памятников Сталину. В 2008 году памятник был снесен.

## Фотографии

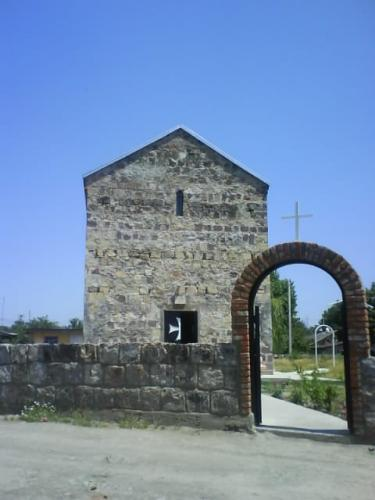
Церковь Святой Варвары
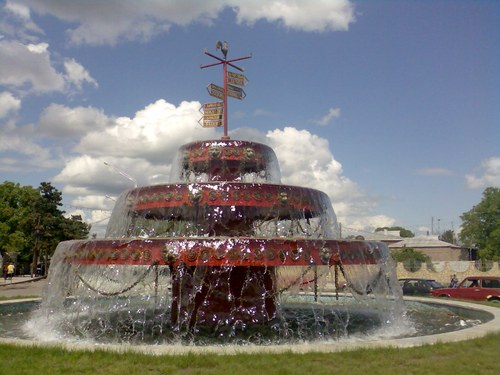
Фонтан в центре Хашури